# FC Twente in het seizoen 2019/20 (mannen)
Het seizoen 2019/20 is het 55e jaar in het bestaan van de Enschedese voetbalclub FC Twente. Door het kampioenschap in de Eerste divisie in het voorgaande seizoen 2018/19, is Twente na een jaar afwezigheid terug in de Eredivisie. Daarnaast neemt zij deel aan het toernooi om de KNVB Beker. Het beloftenelftal Jong FC Twente komt uit in de Reservecompetitie.

## Voorbereiding
Doordat FC Twente reeds op 22 april 2019 via het kampioenschap van de Eerste divisie de promotie naar de Eredivisie veiligstelde, kon in een vroeg stadium de voorbereiding voor het nieuwe seizoen beginnen. De verwachting was daarbij dat een groot aantal spelers vervangen moest worden. Begin mei werd het contract met trainer Marino Pusic ontbonden. Hij werd als hoofdcoach opgevolgd door zijn assistent Gonzalo García García. Als assistenten werden Dennis van der Ree en Peter Niemeyer aangetrokken. 
Op 20 mei werd bekend dat doelverdediger Joël Drommel voor twee jaar had bijgetekend. In de weken daarna werden Julio Pleguezuelo, Paul Verhaegh en Lindon Selahi als nieuwe spelers gepresenteerd. Half juli werd aanvaller Emil Berggreen gepresenteerd. De transfervrije Queensy Menig werd begin september 2019 voor twee jaar vastgelegd. Godfried Roemeratoe werd vanuit de selectie van Jong FC Twente naar de eerste selectie overgeheveld. De huurperiode van Rafik Zekhnini werd met een jaar verlengd. Op huurbasis werden tevens Keito Nakamura, Giorgi Aburjania, José Matos, Calvin Verdonk, Oriol Busquets en Joel Latibeaudiere binnengehaald. Nakamura en Aburjania werden voor twee jaar gehuurd, waarna Twente een optie heeft voor definitieve overname.
De aflopende contracten van Nick Hengelman, Rafael Ramos, Ricardinho, Nacho Monsalve, Dylan George en Oussama Assaidi werden niet verlengd. Ook huurspelers Cristian González, Matthew Smith, Ulrich Bapoh, Mohamed Hamdaoui en Fred Friday keerden niet terug in het seizoen 2019/20. Michaël Maria was in april 2019 al verkast naar Charlotte Independence in de Verenigde Staten. Begin september 2019, kort voor het sluiten van het transferwindow, vertrokken de overbodig geworden spelers Jeroen van der Lely en Jelle van der Heyden naar het Deense Vendsyssel FF, Alexander Laukart naar FC Den Bosch en Tom Boere naar KFC Uerdingen 05. Uit de beloftenselectie vertrokken onder meer Rashaan Fernandes (naar Telstar) en Ryan Trotman (naar FC Den Bosch).
In de winterstop werden Noa Lang (AFC Ajax) en Giovanni Troupée (FC Utrecht) op huurbasis aangetrokken.

## Verloop van het seizoen
FC Twente begon goed aan het seizoen en stond na zes speelronden op een vierde plaats. Na enkele nederlagen zakte de ploeg naar een twaalfde plaats na de twaalfde speelronde. Op het moment dat de competitie vanwege de coronapandemie in maart 2020 werd stilgelegd, stond FC Twente op een veertiende plaats. Nadat het Nederlandse kabinet besloot om betaald voetbal tot 1 september 2020 te verbieden, besloot de KNVB op 24 april 2020 dat de competitie niet zou worden afgemaakt.
In het toernooi om de KNVB beker 2019/20 won Twente in de eerste ronde met 2-0 van amateurvereniging De Treffers. In de tweede ronde werd het uitgeschakeld door een 5-2-thuisnederlaag tegen eerstedivisionist Go Ahead Eagles.

## Selectie en technische staf

### Eerste selectie
Keepers

16. Joël Drommel

22. Jeffrey de Lange

26. Jorn Brondeel

Verdediging

2. Paul Verhaegh

3. Xandro Schenk

4. Calvin Verdonk

5. Julio Pleguezuelo

12. José Matos

19. Joel Latibeaudiere

25. Peet Bijen

Middenveld

6. Wout Brama 

8. Javier Espinosa

17. Tim Hölscher

18. Lindon Selahi

20. Oriol Busquets

21. Giorgi Aburjania

23. Jelle van der Heyden

29. Godfried Roemeratoe

Aanval

7. Aitor Cantalapiedra

10. Haris Vučkić

11. Queensy Menig

13. Keito Nakamura

14. Rafik Zekhnini

15. Emil Berggreen

24. Jari Oosterwijk

### Beloftenselectie
Keepers

Ennio van der Gouw

Verdediging

Lukas Browning

Middenveld

Jesse Bosch

Mats Wieffer

Ramiz Zerrouki

Aanval

Xhelal Terziqi

Wessel Witbreuk

### Technische staf
- Gonzalo García García (hoofdtrainer)
- Peter Niemeyer (assistent-trainer)
- Dennis van der Ree (assistent-trainer)
- Sander Boschker (keeperstrainer)
- Theo ten Caat (trainer Jong FC Twente)
- Evert Bleuming (hoofd scouting)
- Ted van Leeuwen (technisch directeur)

## Transfers

### Aangetrokken
| Naam              | Vorige club     | Contract per | Contract tot |
| ----------------- | --------------- | ------------ | ------------ |
| Julio Pleguezuelo | Arsenal FC      | 1 juli 2019  | 30 juni 2021 |
| Paul Verhaegh     | VfL Wolfsburg   | 1 juli 2019  | 30 juni 2020 |
| Lindon Selahi     | Standard Luik   | 1 juli 2019  | 30 juni 2021 |
| Emil Berggreen    | 1. FSV Mainz 05 | 1 juli 2019  | 30 juni 2020 |

### Gehuurd
| Naam               | Gehuurd van        | Huur vanaf       | Huur tot       |
| ------------------ | ------------------ | ---------------- | -------------- |
| Giorgi Aburjania   | Sevilla            | 16 juli 2019     | 30 juni 2021 * |
| Oriol Busquets     | FC Barcelona       | 27 augustus 2019 | 30 juni 2020   |
| Joel Latibeaudiere | Manchester City FC | 2 september 2019 | 30 juni 2020   |
| José Matos         | Cádiz CF           | 11 juli 2019     | 30 juni 2020   |
| Keito Nakamura     | Gamba Osaka        | 16 juli 2019     | 30 juni 2021 * |
| Calvin Verdonk     | Feyenoord          | 17 augustus 2019 | 30 juni 2020   |
| Rafik Zekhnini     | ACF Fiorentina     | 5 juli 2019      | 30 juni 2020   |

* Op Keito en Aburjania heeft FC Twente een optie tot koop.

## Wedstrijdstatistieken

### Eredivisie
| |                                                      |                                     |                                                     | |
| 1e speelronde | FC Twente                                            | 1 - 1 (1 - 0)                       | PSV                                                 | Selectie FC Twente: |
| za. 3 augustus 2019 Aanvangstijd: 20:45 uur Plaats: Enschede De Grolsch Veste Toeschouwers: 27.200 Scheidsrechter: Serdar Gözübüyük | Keito 8'                                             | 1 - 0 1 - 1                         | 65' Denzel Dumfries                                 | BASISOPSTELLING: Drommel - Verhaegh, Bijen , Schenk, Matos - Selahi, Espinosa, Roemeratoe - Aitor, Vučkić, Keito RESERVEBANK: Brondeel, De Lange, Pleguezuelo, Aburjania, Bosch, Zerrouki, Berggreen, Boere, Zekhnini WISSELS: 66' Aburjania - Selahi 71' Zekhnini - Keito 83' Pleguezuelo - Roemeratoe TRAINER: Gonzalo García                         |
| - Gele kaarten: Pleguezuelo (89') - Assists: Matos - Verhaegh, Matos, Selahi, Keito, Aburjania en Pleguezuelo maakten hun debuut voor FC Twente. |                                                      |                                     |                                                     | BASISOPSTELLING: Drommel - Verhaegh, Bijen , Schenk, Matos - Selahi, Espinosa, Roemeratoe - Aitor, Vučkić, Keito RESERVEBANK: Brondeel, De Lange, Pleguezuelo, Aburjania, Bosch, Zerrouki, Berggreen, Boere, Zekhnini WISSELS: 66' Aburjania - Selahi 71' Zekhnini - Keito 83' Pleguezuelo - Roemeratoe TRAINER: Gonzalo García                         |
| 2e speelronde | FC Groningen                                         | 1 - 3 (0 - 0)                       | FC Twente                                           | Selectie FC Twente: |
| za. 10 augustus 2019 Aanvangstijd: 18:30 uur Plaats: Groningen Euroborg Toeschouwers: 19.049 Scheidsrechter: Christiaan Bax | Ritsu Doan 84'                                       | 0 - 1 0 - 2 1 - 2 1 - 3             | 55' Keito 70' Aitor (p.) 90' Haris Vučkić           | BASISOPSTELLING: Drommel - Verhaegh, Bijen , Schenk, Matos - Selahi, Espinosa, Roemeratoe - Aitor, Vučkić, Keito RESERVEBANK: Brondeel, De Lange, Pleguezuelo, Aburjania, Bosch, Zerrouki, Boere, Zekhnini WISSELS: 46' Pleguezuelo - Verhaegh 76' Zekhnini - Keito 84' Aburjania - Roemeratoe TRAINER: Gonzalo García                                  |
| - Gele kaarten: Espinosa (64'), Aburjania (85') - Assists: – - Aitor (FC Twente) miste in de 16e minuut een strafschop, Sierhuis (FC Groningen) miste in de 28e minuut een strafschop. - Lundqvist (41') en Te Wierik (45') van FC Groningen kregen een rode kaart. |                                                      |                                     |                                                     | BASISOPSTELLING: Drommel - Verhaegh, Bijen , Schenk, Matos - Selahi, Espinosa, Roemeratoe - Aitor, Vučkić, Keito RESERVEBANK: Brondeel, De Lange, Pleguezuelo, Aburjania, Bosch, Zerrouki, Boere, Zekhnini WISSELS: 46' Pleguezuelo - Verhaegh 76' Zekhnini - Keito 84' Aburjania - Roemeratoe TRAINER: Gonzalo García                                  |
| 3e speelronde | FC Twente                                            | 3 - 3 (0 - 1)                       | RKC Waalwijk                                        | Selectie FC Twente: |
| zo. 18 augustus 2019 Aanvangstijd: 14:30 uur Plaats: Enschede De Grolsch Veste Toeschouwers: 25.700 Scheidsrechter: Martin Pérez | Haris Vučkić 64' Haris Vučkić 90' Rafik Zekhnini 90' | 0 - 1 1 - 1 1 - 2 2 - 2 3 - 2 3 - 3 | 24' Anas Tahiri 78' Ingo van Weert 90' Paul Quasten | BASISOPSTELLING: Drommel - Pleguezuelo, Bijen , Schenk, Verdonk - Selahi, Espinosa, Roemeratoe - Aitor, Vučkić, Keito RESERVEBANK: Brondeel, De Lange, Van der Lely, Laukart, Aburjania, Hölscher, Zerrouki, Berggreen, Boere, Zekhnini WISSELS: 64' Zekhnini - Keito 79' Berggreen - Selahi 88' Boere - Roemeratoe TRAINER: Gonzalo García             |
| - Gele kaarten: Schenk (87') - Assists: Verdonk, Espinosa (2x) - Verdonk en Berggreen maakten hun debuut voor FC Twente. |                                                      |                                     |                                                     | BASISOPSTELLING: Drommel - Pleguezuelo, Bijen , Schenk, Verdonk - Selahi, Espinosa, Roemeratoe - Aitor, Vučkić, Keito RESERVEBANK: Brondeel, De Lange, Van der Lely, Laukart, Aburjania, Hölscher, Zerrouki, Berggreen, Boere, Zekhnini WISSELS: 64' Zekhnini - Keito 79' Berggreen - Selahi 88' Boere - Roemeratoe TRAINER: Gonzalo García             |
| 4e speelronde | sc Heerenveen                                        | 0 - 0                               | FC Twente                                           | Selectie FC Twente: |
| za. 24 augustus 2019 Aanvangstijd: 20:45 uur Plaats: Heerenveen Abe Lenstra Stadion Toeschouwers: 16.328 Scheidsrechter: Pol van Boekel |                                                      |                                     |                                                     | BASISOPSTELLING: Drommel - Pleguezuelo, Bijen , Schenk, Verdonk - Selahi, Espinosa, Roemeratoe - Aitor, Vučkić, Keito RESERVEBANK: Brondeel, De Lange, Van der Lely, Browning, Laukart, Aburjania, Hölscher, Bosch, Berggreen, Boere, Zekhnini WISSELS: 57' Zekhnini - Keito 68' Aburjania - Roemeratoe 80' Berggreen - Verdonk TRAINER: Gonzalo García |
| - Gele kaarten: Roemeratoe (43'), Espinosa (45') - Assists: – |                                                      |                                     |                                                     | BASISOPSTELLING: Drommel - Pleguezuelo, Bijen , Schenk, Verdonk - Selahi, Espinosa, Roemeratoe - Aitor, Vučkić, Keito RESERVEBANK: Brondeel, De Lange, Van der Lely, Browning, Laukart, Aburjania, Hölscher, Bosch, Berggreen, Boere, Zekhnini WISSELS: 57' Zekhnini - Keito 68' Aburjania - Roemeratoe 80' Berggreen - Verdonk TRAINER: Gonzalo García |
| 5e speelronde | FC Twente                                            | 3 - 1 (1 - 0)                       | FC Utrecht                                          | Selectie FC Twente: |
| zo. 1 september 2019 Aanvangstijd: 12:15 uur Plaats: Enschede De Grolsch Veste Toeschouwers: 25.500 Scheidsrechter: Jeroen Manschot | Aitor (p.) 22' Haris Vučkić 68' Aitor (p.) 90'       | 1 - 0 1 - 1 2 - 1 3 - 1             | 59' Adrián Dalmau                                   | BASISOPSTELLING: Drommel - Pleguezuelo, Bijen , Schenk, Verdonk - Selahi, Espinosa, Roemeratoe - Aitor, Vučkić, Keito RESERVEBANK: Brondeel, De Lange, Aburjania, Busquets, Bosch, Berggreen, Boere, Zekhnini WISSELS: 60' Zekhnini - Keito 75' Busquets - Espinosa 80' Aburjania - Selahi TRAINER: Gonzalo García                                      |
| - Gele kaarten: Vučkić (39') - Assists: Verdonk - Busquets maakte zijn debuut voor FC Twente. - Guwara van FC Utrecht kreeg in de 90e minuut een rode kaart. |                                                      |                                     |                                                     | BASISOPSTELLING: Drommel - Pleguezuelo, Bijen , Schenk, Verdonk - Selahi, Espinosa, Roemeratoe - Aitor, Vučkić, Keito RESERVEBANK: Brondeel, De Lange, Aburjania, Busquets, Bosch, Berggreen, Boere, Zekhnini WISSELS: 60' Zekhnini - Keito 75' Busquets - Espinosa 80' Aburjania - Selahi TRAINER: Gonzalo García                                      |
| |                                                      |                                     |                                                     | |

ADO Den Haag ·
Ajax ·
AZ ·
FC Emmen ·
Feyenoord ·
Fortuna Sittard ·
FC Groningen ·
sc Heerenveen ·
Heracles Almelo ·
PEC Zwolle · 
PSV ·
RKC Waalwijk ·
Sparta Rotterdam ·
FC Twente ·
FC Utrecht ·
Vitesse ·
VVV-Venlo ·
Willem II